# Вакцинація проти COVID-19 на Шрі-Ланці
Вакцинація проти COVID-19 на Шрі-Ланці — це кампанія масової імунізації населення Шрі-Ланки проти COVID-19 під час пандемії коронавірусної хвороби. Станом на кінець липня 2021 року вакцина Sinopharm BIBP становила 78 % із загальних 13,8 мільйонів доз вакцини, отриманих Шрі-Ланкою на той час. США пожертвували Шрі-Ланці понад 1,5 мільйона доз вакцини Moderna через COVAX.

## Перебіг вакцинації
Уряд Шрі-Ланки розпочав програму вакцинації проти COVID-19 у країні після того, як перша партія вакцини Oxford–AstraZeneca прибула до Шрі-Ланки 28 січня 2021 року з Інституту сироватки крові Індії у рамках програми COVAX.

### Перший етап
На першому етапі в лютому 2021 року уряд розпочав вакцинацію медичних працівників і працівників екстрених служб.

### Другий етап
На другому етапі уряд розпочав вакцинацію осіб віком від 30 років наприкінці лютого 2021 року в Західній провінції. На початку березня 2021 року це було скасовано до осіб віком від 60 років. До квітня вакцинація осіб віком від 30 років почалася та поширилася за межі Західної провінції.

### Дефіцит вакцини
До квітня 2021 року під час сплеску випадків COVID-19 під час третьої хвилі епідемії Шрі-Ланка зіткнулася з гострою нестачею вакцини AstraZeneca через заборону на експорт вакцини Індією. Це залишило більшість із 3,5 % населення, якому ввели першу дозу, без доступу до другої. Шрі-Ланка зіткнулася з дефіцитом вакцини "Спутник V» через сплеск випадків хвороби в Росії, в результаті чого її виробник Науково-дослідний інститут епідеміології та мікробіології імені Гамалії зосередився на задоволенні місцевого попиту.

### Інші вакцини
У березні 2021 року в країні схвалили вакцину Sinopharm BIBP для екстреного використання. У травні країна замовила 14 мільйонів доз на додаток до 1,1 мільйона доз, наданих раніше. До липня Шрі-Ланка отримала 10,7 мільйонів доз цієї вакцини. У червні місцеві дослідження в країні показали, що вакцинація вакциною Sinopharm BIBP викликала сероконверсію та реакцію антитіл у людей на варіанти Дельта та Бета, подібні до рівня антитіл, які спостерігаються після природної інфекції.

### Третій етап
У зв'язку з завершенням вакцинації осіб старше 30 років, на початку вересня 2021 року розпочато щеплення осіб віком від 18 до 30 років, які не входили до спеціальних категорій.

## Пропоноване виробництво вакцини
27 травня державний міністр з питань фармацевтики Чанна Джаясумана повідомила журналістам, що Шрі-Ланка розглядає можливість спільного виробництва вакцини «Коронавак». Не уточнювалося, чи буде він забезпечувати повне виробництво чи буде лише проводити розлив та фасування вакцини.

## Використання вакцин
Урядом Шрі-Ланки схвалено для екстреного використання такі вакцини:
| Вакцина            | Схвалення | Застосування |
| ------------------ | --------- | ------------ |
| Oxford–AstraZeneca | Так       | Так          |
| Sinopharm BIBP     | Так       | Так          |
| Спутник V          | Так       | Так          |
| Pfizer–BioNTech    | Так       | Так          |
| Moderna            | Так       | Так          |
| Коронавак          | Так       | Ні           |

## Розповсюдження вакцин
Різні вакцини вводились у залежності від географічного розташування та групи населення:
Спеціальні групи
- Медичні працівники та працівники екстрених служб: Oxford–AstraZeneca
- Студенти, які виїзджають за кордон на навчання: Pfizer–BioNTech
- Трудові мігранти, які виїжджають на роботу за кордон: Pfizer–BioNTech
- Рибалки в Маннарі: Pfizer–BioNTech

Географічний розподіл
- Західна провінція: Oxford–AstraZeneca, Sinopharm BIBP
- Центральна провінція: Спутник V, Moderna
- Південна провінція: Oxford–AstraZeneca, Sinopharm BIBP
- Північно-Західна провінція: Oxford–AstraZeneca, Sinopharm BIBP
- Північна провінція: Sinopharm BIBP
- Східна провінція: Sinopharm BIBP
- Провінція Сабарагамува: Sinopharm BIBP
- Провінція Ува: Sinopharm BIBP
- Північна центральна провінція: Sinopharm BIBP

## Отримані вакцини
| Вакцин             | Тип (технологія) | Замовлені дози | Виробник                       | Зауваження |
| ------------------ | ---------------- | -------------- | ------------------------------ | ---------- |
| Oxford–AstraZeneca | Вірусний вектор  | 8400000        | Інститут сироватки крові Індії | -          |
| Спутник V          | Вірусний вектор  | 13000000       | Р-Фарм                         | -          |
| Pfizer–BioNTech    | РНК-вакцина      | 14900000       | Pfizer                         | -          |
| Sinopharm BIBP     | Інактивована     | 23000000       | Sinopharm                      | -          |